# The Lizzie Bennet Diaries
The Lizzie Bennet Diaries (2012) è un riadattamento del romanzo Orgoglio e pregiudizio della scrittrice britannica Jane Austen sotto forma di webserie diretta da Hank Green e Bernie Su e prodotta da Pemberly Digital. È stata la prima webserie di YouTube a vincere un Emmy come Miglior Programma Originale Interattivo.

## Formato
Le vicende sono narrate come vlog di Lizzie Bennet, una studentessa ventiquattrenne che vive ancora con i suoi genitori e le sue due sorelle e utilizza i video come progetto per la sua tesi di laurea in Scienze della Comunicazione (in originale Mass Communication). I video durano dai 2 agli 8 minuti circa e consistono generalmente in Lizzie che racconta alla videocamera eventi precedentemente accaduti, spesso aiutata dall’amica Charlotte Lu e dalle sue sorelle, Jane e Lydia.

## Trama
La ventiquattrenne Lizzie Bennet, studentessa in Scienze della Comunicazione, conduce una tranquilla vita da single, cosa che turba parecchio sua madre, che è convinta che sia “una verità universalmente riconosciuta che uno scapolo in possesso di un'ampia fortuna debba avere bisogno di una moglie”.
La tranquillità della vita familiare di casa Bennet viene turbata dall’arrivo nel vicinato di Bing Lee, un ricco studente di medicina. La signora Bennet spera di riuscire ad accoppiarlo con una delle sue tre figlie. Quando le sorella infine lo incontrano a un matrimonio, tra Bing e Jane scatta subito la scintilla, mentre Lizzie resta in disparte a lamentarsi con Charlotte dell’antipatico amico di Bing, William Darcy.
La serie si sviluppa con il VidCon (il più importante evento negli Stati Uniti dedicato  ai video online), dove Lizzie e Charlotte incontrano Ricky Collins, un vecchio compagno di scuola che in seguito offrirà un lavoro a Lizzie, che rifiuterà. L’offerta verrà accettata da Charlotte, creando tensione tra le due amiche.
Successivamente entra in scena George Wickham, un affascinante coach di una squadra di nuoto che riesce a convincere Lizzie che Darcy sia una persona ancora peggiore di quanto già non pensasse. Il ragazzo dopo poco tempo parte, lasciando Lizzie abbastanza indifferente.
Alla partenza improvvisa di Bing per Los Angeles, Jane, dopo un periodo di assestamento, decide di trasferirsi lì per motivi di lavoro e con la speranza di riuscire ad avere un confronto diretto con Bing e parte non molto dopo.
Con la partenza della sorella, Lizzie decide che per lei è arrivato il momento di lasciare casa e decide di completare il suo corso di studi con l’analisi di quattro diverse aziende operanti nel settore dei media, a iniziare da quella di Ricky Collins, dove trascorrerà qualche settimana e si riappacificherà con Charlotte.
Durante il suo soggiorno alla Collins&Collins, Lizzie incontra Darcy, in visita da sua zia, che le confessa il suo amore per lei. Lizzie però lo rifiuta, disgustata dal fatto che il ragazzo avesse fatto separare Jane e Bing. Lui allora le consegna una lettera (il cui contenuto preciso Lizzie inizialmente rifiuta di condividere con i suoi spettatori) dove le spiega non solo le sue motivazioni per le sue interferenze nella vita sentimentale dei due, ma anche la natura del rapporto tra lui e George Wickham.
Il dramma continua durante le vacanze di Natale, quando Lydia, appena diventata maggiorenne, fraintende un regalo di Lizzie e le due hanno una furiosa litigata. Durante il Capodanno a Las Vegas, Lydia incontra George Wickham, con cui inizierà una relazione.
Al termine delle vacanze di Natale, Lizzie si trova a San Francisco per seguire la terza azienda su cui dovrà scrivere un’analisi, che risulta essere Pemberly Digital, l’azienda di cui Darcy è amministratore delegato. I due iniziano a legare, anche grazie alle interferenze di Gigi, la sorella di Darcy, ma la pubblicazione di un sito web con un conto alla rovescia alla pubblicazione di un filmato pornografico con la star di YouTube Lydia Bennet porta Lizzie a tornare immediatamente a casa per confrontare la sorella minore riguardo al sito.
Dopo aver scoperto che Lydia non sapeva niente del sito, rivelando così che George fosse l'unico responsabile della pubblicazione del filmato, Lizzie chiama Jane, che torna subito a casa, perdendo il lavoro a Los Angeles.
Lizzie e Lydia si riappacificano, e il giorno prima che il video venga pubblicato il sito viene eliminato. Dopo alcune ricerche, Lydia scopre che Darcy ha comprato l’azienda che possedeva tutti i diritti universali del video da George e ha impedito loro di rilasciarlo. Lizzie a quel punto capisce di essere innamorata di Darcy, ma quando cerca di contattarlo senza successo perde la speranza e rinuncia.
Nel frattempo Bing torna, avendo capito di aver fatto un errore a lasciare Jane, e torna con lei, per poi seguirla quando lei trova un lavoro a New York.
Quando ormai sembra che tutto sia risolto, Darcy si presenta a casa di Lizzie e i due si mettono insieme. Lizzie capisce cosa vuole fare dopo la laurea e decide di terminare i suoi video con il centesimo episodio.

## Personaggi
- Elizabeth “Lizzie” Bennet: protagonista e narratrice, interpretata da Ashley Clements. Ha ventiquattro anni, vive con i suoi genitori e le sue sorelle e sta studiando Scienze della Comunicazione. I suoi vlog sono il suo progetto per la tesi.
- Jane Bennet: sorella maggiore di Lizzie, interpretata da Laura Spencer. Lavora nell’industria della moda e cerca sempre di vedere il lato positivo delle persone.
- Lydia Bennet: sorella minore di Lizzie, interpretata da Mary Kate Wiles. Ha ventuno anni ed è molto vivace. Frequenta il college.
- Charlotte Lu (nel libro Charlotte Lucas): migliore amica di Lizzie, interpretata da Julia Cho. Lavora per la Collins&Collins.
- Bing Lee (nel libro Charles Bingley): studente di medicina trasferitosi nel quartiere di Lizzie. Interpretato da Christopher Sean.
- Caroline Lee (nel libro Caroline Bingley): sorella di Bing, interpretata da Jessica Andres. Gioca un ruolo fondamentale nella rottura tra Bing e Jane e ha un interesse romantico non ricambiato per Darcy.
- William Darcy (nel libro Fitzwilliam Darcy): amico di Bing e amministratore delegato della Pemberly Digital, ha un interesse romantico inizialmente non ricambiato per Lizzie. Interpretato da Daniel Vincent Gordh.
- Mary Bennet: cugina di Lizzie definita emo da Lydia. Nel libro in realtà è la sorella di mezzo, più piccola di Jane e Elizabeth e più grande di Kitty e Lydia. Interpretata da Briana Cuoco.
- Kitty Bennet: in originale quarta sorella Bennet, è il gatto di Lydia.

## Spin Off
Oltre alla serie principale, la Pemberly Digital ha prodotto quattro spin off:
- The Lydia Bennet: canale YouTube di Lydia, segue le vicende della serie principale raccontandole dal suo punto di vista e riempiendo i buchi narrativi lasciati dal canale di Lizzie.
- Maria Of The Lu: una piccola serie di vlog girati da Maria Lu, sorella di Charlotte, durante un tirocinio alla Collins&Collins.
- Better Living With Collins and Collins: piccola serie di video prodotta dalla Collins&Collins.
- The Secret Diary Of Lizzie Bennet: A Novel: libro di Bernie Sue e Kate Rorick, presentato sotto forma di diario di Lizzie, che completa la storia principale, aggiungendo eventi come il matrimonio dei Gibson.
- Pemberly Digital: serie prodotta da Gigi Darcy mentre testa Domino, la nuova app sviluppata dalla Pemberly Digital. Riempie dei buchi narrativi lasciati dalla serie principale.

## Sequels
La Pemberly Digital ha rilasciato tre sequel a The Lizzie Bennet Diaries:
- Welcome to Sanditon: la serie segue l’estate di Gigi Darcy a Sanditon, dove sta testando Domino con gli abitanti della cittadina. La serie è tratta da Sanditon, una novella incompleta di Jane Austen, con la differenza che Gigi sostituisce Charlotte Heywood, la protagonista originale.
- Emma Approved: webserie di 72 episodi ispirata a Emma di Jane Austen. La protagonista è Emma Woodhouse, capo di una piccola azienda che si occupa di life coaching, matchmaking e organizzazione di eventi insieme al suo partner Alex Knightley e la sua assistente Harriet.
- The Epic Adventures of Lydia Bennet: audiolibro di Kate Rorick e Rachel Kiley narrato interamente dalla voce di Mary Kate Wiles, segue la vita di Lydia un anno dopo il termine della serie principale.

## Critica
La serie, definita dallo stesso Hank Green "un esperimento estremamente entusiasmante", ha riscosso un immediato successo, tanto che il The Guardian l'ha definita "puro genio" e in un articolo di Grazia è stato dichiarato che "la professionalità di recitazione e montaggio è molto evidente".
Il successo è cresciuto con il passare del tempo, tanto che una volta terminata la serie i produttori hanno iniziato una raccolta fondi su Kickstarter.com per finanziare la produzione dei DVD della serie. La campagna ha raggiunto l’obbiettivo prefissato sei ore dopo il suo inizio e ha raggiunto un totale di $462,405 donati da più di 7000 persone.